# 春山成子
春山 成子（はるやま しげこ、1954年 - ）は、日本の地理学者。専門は河川地理学。農学博士。三重大学大学院生物資源学研究科教授。東京都生まれ。

## 来歴
1954年、東京都の浅草に生まれる。早稲田大学教育学部卒業後、同大学理工学総合研究所客員研究員を経て、1992年に東京大学大学院農学系研究科農業工学専攻博士課程を修了、早稲田大学教育学部助教授、東京大学大学院新領域創成科学研究科准教授等を経て、2007年より現職。他にIGU日本委員会委員長、日本地理学会理事等を務める。

## 著書

### 単著
- 『災害軽減と土地利用』（古今書院、2011）
- 『自然と共生するメコンデルタ』（古今書院、2009）
- 『モンスーンアジアデルタの地形と農地防災』（文化書房博文社、2009）
- 『棚田の自然景観と文化景観』（農林統計協会、2004）
- 『ベトナム北部の自然と農業―紅河デルタの自然災害とその対策』（古今書院、2004）

### 共著
- 『地形分類図の読み方・作り方』（古今書院、2004）
- 『地理学概説』（文化書房博文社、1990）

### 共編
- 『全世界の河川事典』（丸善出版、2013）
- 『東南アジア (朝倉世界地理講座―大地と人間の物語)』（朝倉書店、2009）